# Mont Brouillard
El Mont Brouillard (4.069 metres) és una muntanya del massís del Mont Blanc que es troba a la Vall d'Aosta (estat italià).